# Kraljica
Kraljíca, v nekaterih besedilih tudi kraljéva, je vladarski naslov, pridobljen dedno, s poroko ali z izvolitvijo.